# 13-idrossilupinina O-tigloiltransferasi
La 13-idrossilupanina O-tigloiltransferasi è un enzima appartenente alla classe delle transferasi, che catalizza la seguente reazione:
(E)-2-metilcrotonoil-CoA + 13-idrossilupanina ⇄ CoA + 13-(2-metilcrotonoil)ossilupinina
Il benzoil-CoA e, più lentamente, il pentanoil-CoA, il 3-metilbutanoil-CoA ed il butanoil-CoA possono agire come donatori di acili. L'enzima è coinvolto nella sintesi degli alcaloidi del lupino.